# Ambassade van Oekraïne in Letland
De ambassade van Oekraïne in Letland is de vertegenwoordiging van Oekraïne in de Letse hoofdstad Riga.
De diplomatieke banden tussen Letland en Oekraïne werden op 12 februari 1992 gestart, nadat Oekraïne op 26 augustus 1991 de onafhankelijkheid van Letland had erkend.
De ambassade werd geopend in 1993. 
In Ventspils is nog een consulaat gevestigd.